# Xenagama
Xenagama ist eine am Horn von Afrika in Äthiopien und Somalia endemisch vorkommende Gattung der Agamen.

## Merkmale
Xenagama-Arten sind kleine bis mittelgroße Echsen. Männchen erreichen eine Maximallänge von 19 Zentimetern. Charakteristisch für die Gattung ist der kurze Schwanz, der bei mindestens drei der vier Arten immer kürzer ist als die Kopf-Rumpf-Länge. Die Rückenschuppen (Dorsalia) sind verschieden groß und glatt oder gekielt. Normalerweise verläuft im oberen Bereich beider Körperseiten eine deutlich ausgeprägte Hautfalte vom Hals bis zum Leistenbereich oder bis zu den Hinterbeinen. Xenagama unterscheidet sich von allen Arten der Gattung Agama durch die in Ringen angeordneten Schwanzschuppen und von den meisten Agama-Arten durch die heterogene Körperschuppung. Auf der Oberseite der Schwanzbasis umfassen die wirtelfömig angeordneten Schuppen einen Schuppenring; manchmal sind auch zwei Schuppenringe umfassende Wirtel bis zum Schwanzende vorhanden. Auf der Unterseite der Schwanzbasis sind die Schuppen nicht wirtelfömig angeordnet oder bis zum Schwanzende sind Wirtel vorhanden, die zwei Schuppenringe umfassen. Die Nasenschilde (Nasalia) liegen auf dem Canthus rostralis.

## Lebensweise
Alle Xenagama-Arten kommen in steinigen Habitaten vor und nutzen Steine, um sich unter diese zu verstecken. Ausgewachsene Tiere graben Erdhöhlen, die 30 bis 80 Zentimeter tief und 50 bis 120 Zentimeter lang sind. Die Höhlen reichen stets bis in Schichten größerer Feuchtigkeit. Mindestens zwei Arten (Xenagama batillifera und Xenagama taylori) nutzen ihren kurzen, aber kräftig gebauten Schwanz, um die Höhle im Gefahrenfall zu verschließen.

## Arten
Es gibt 4 Arten:
- Xenagama batillifera (Vaillant, 1882)
- Xenagama taylori (Parker, 1935)
- Xenagama wilmsi Wagner, Mazuch & Bauer, 2013
- Xenagama zonura (Boulenger, 1895)